# بني العمري (ريمة)
بني العمري هي إحدى قرى مديرية كسمة بمحافظة ريمة اليمنية، بلغ تعداد سكانها 2768 نسمة حسب إحصاء اليمن لعام 2004.